# Pałac Mniszchów w Warszawie
Pałac Mniszchów – pałac znajdujący się przy ulicy Senatorskiej 38/40 w Warszawie. Siedziba Ambasady Belgii.

## Historia

### 1714–1939
Teren, na którym wznosi się pałac w 1714 zakupił marszałek wielki koronny Józef Wandalin Mniszech. W następnym roku przystąpiono do budowy pałacu. Robotami kierował Burkhard Christoph Münnich. Był on zapewne projektodawcą późnobarokowej rezydencji, składającej się z korpusu głównego i dwóch prostopadłych skrzydeł bocznych, ujmujących wielki dziedziniec honorowy. W pracach we wnętrzach prawdopodobnie uczestniczył Karol Bay.
Przed 1762 pałac przebudowano według projektu Pierre’a Ricauda de Tirregaille'a.

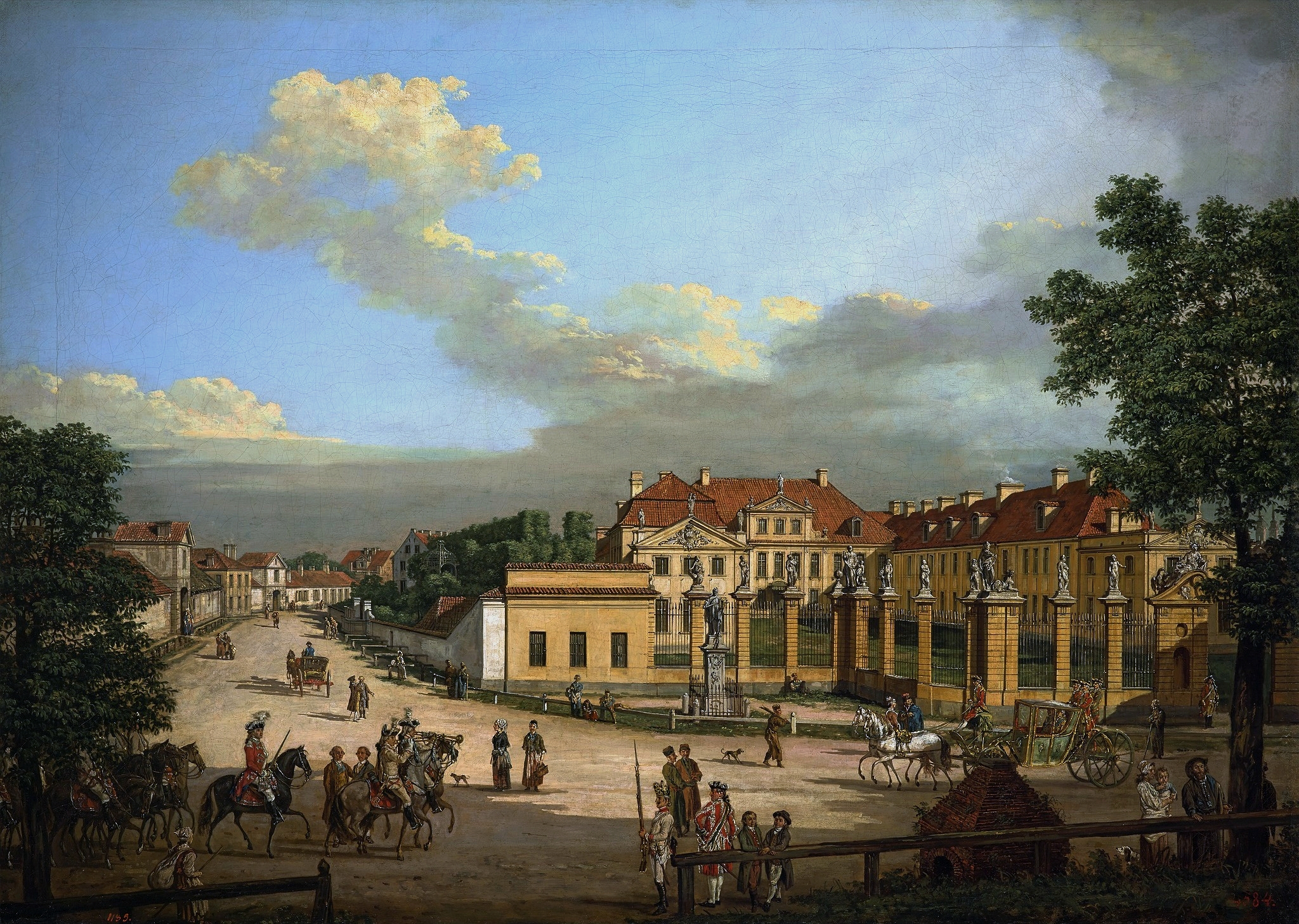
Obraz Canaletto, ok. 1780

Około 1780 Canaletto uwiecznił go na swoim obrazie, skąd można czerpać wiedzę o jego ówczesnym wyglądzie.
W 1805 miał miejsce pożar pałacu. Po pożarze zakupił go Friedrich Wilhelm Mosqua, urzędnik pruski. Budynek został odnowiony w stylu klasycystycznym (projekt opracował Fryderyk Albert Lessel). Urządzono w nim salę koncertową. W pałacu mieściło się też Towarzystwo Muzyczne „Harmonia”, założone przez mieszkającego tu Ernesta Teodora Amadeusza Hoffmanna.
W 1829 właścicielem pałacu był Piotr Steinkeller. Na jego koszt dokonano gruntownej przebudowy budynku w stylu klasycystycznym, według projektu Adolfa Schucha. W latach 1830–1939 był siedzibą Warszawskiej Resursy Kupieckiej (od 1839 – własność hipoteczna Resursy). Przed 1914 dawny dziedziniec pałacowy nazywany był placem Resursy. Do 1939 w budynku odbywały się w zebrania, loterie, odczyty, bale i jubileusze.

### 1939–1944 – Szpital Maltański

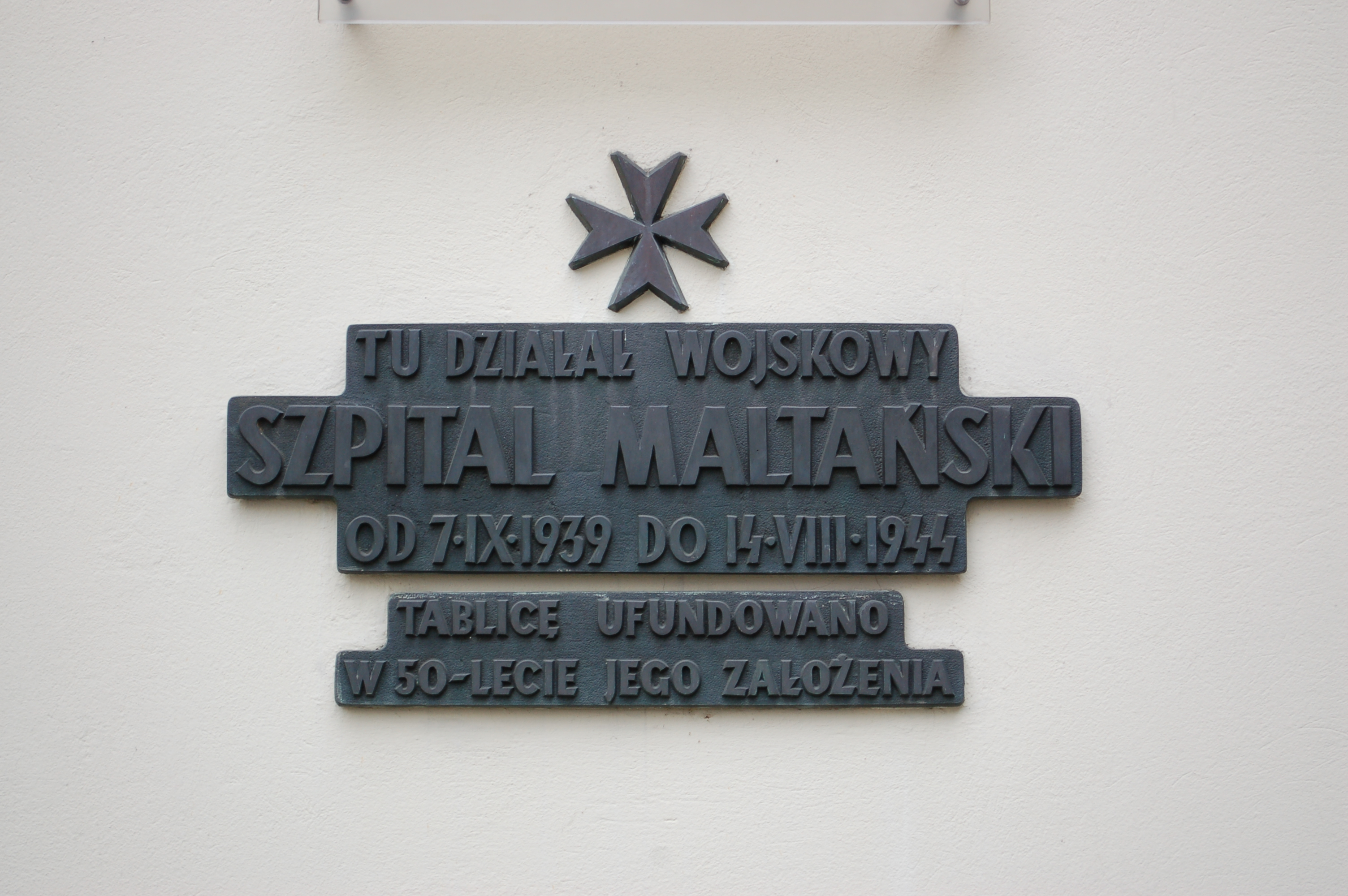

We wrześniu 1939 w pałacu utworzono Szpital Maltański, będący jedyną filią Szpitala Ujazdowskiego. Placówka działała w tym miejscu w czasie okupacji niemieckiej (1939–1944) i powstania warszawskiego (1944). Ranni zostali ewakuowani 14 sierpnia. Ewakuację organizowali: szef sanitarny AK – płk dr Leon Strehl „Feliks” i lekarz naczelny szpitala, kpt dr Jerzy Dreyza.
We wrześniu gmach został spalony przez Niemców.
Współcześnie na frontowej ścianie budynku znajduje się tablica pamiątkowa. Uroczystość wmurowania tablicy odbyła się w dniu 50. rocznicy założenia Szpitala (7 września 1989), w obecności ambasadora Belgii, barona Thierry de Gruben, członków rodziny księcia Janusza Radziwiłła i osób, które w czasie wojny należały do personelu szpitala.

### Okres powojenny
Po wojnie, w 1962, pałac odbudowano według projektu Mieczysława Kuzmy na siedzibę Ambasady Belgii.